# C'est l'amour et la vie que je te dois
Pour les articles homonymes, voir C'est l'amour (homonymie).
Albums de Mireille Mathieu
Mireille Mathieu
(1972) Olympia
(1973)
Singles
1. Emmène-moi demain avec toi
Sortie : 1973
2. La Paloma adieu
Sortie : 1973

C'est l'amour et la vie que je te dois est un album de la chanteuse française Mireille Mathieu sorti en France en 1973 chez Philips. En France, l'album s'est vendu à plus de 75 000 exemplaires l'année de sa sortie.

## Chansons de l'album
| 1.                     | C'est l'amour et la vie que je te dois | Franck Gerald, Patricia Carli           | 2:46 |
| 2.                     | La terre promise                       | Christian Bruhn, Catherine Desage       | 2:55 |
| 3.                     | Des mots et des gestes                 | Jean-Luc Morel, Patricia Carli          | 2:56 |
| 4.                     | Sahara                                 | René Bernet, Christian Bruhn            | 3:18 |
| 5.                     | Emmène-moi demain avec toi             | L. & P. Sébastian, Michaele             | 4:08 |
| 6.                     | Sois heureux                           | Jean Schmitt, Patricia Carli            | 2:58 |
| 7.                     | Je t'aime, tu m'aimes, on s'aime       | Pierre André Dousset, Christian Gaubert | 2:36 |
| 8.                     | L'amour en couleurs                    | Pierre André Dousset, Georges Sacher    | 2:21 |
| 9.                     | Un peu de vie et beaucoup d'espoir     | J.M. Rivat, S. Ekian                    | 2:49 |
| 10.                    | Il me faut vivre                       | René Bernet, Christian Bruhn            | 3:02 |
| 11.                    | Roma, Roma, Roma                       | René Bernet, Christian Bruhn            | 2:57 |
| 33 minutes 07 secondes |                                        |                                         |      |

## Crédits
Les accompagnements sont signés Gabriel Yared (1,3,6), Christian Bruhn (2,4,10) et Christian Gaubert (5,7,8,9).
Les photographies sont signées Norman Parkinson.